# Rhamneae
Rhamneae sind eine Tribus in der Familie der Kreuzdorngewächse (Rhamnaceae), der 13 Gattungen zugeordnet sind. Die Gattungen der Tribus sind beinahe weltweit verbreitet. 

## Beschreibung
Die Vertreter der Tribus wachsen als Bäume, Sträucher oder Kletterpflanzen. Manche Arten sind bewehrt. Die Laubblätter stehen gegenständig, beinahe gegenständig oder wechselständig. Der Blattrand ist gesägt oder ganzrandig. Die Blattspreite ist fiedernervig. Nebenblätter können fehlen oder fallen häufig früh ab. Als Blütenstände werden einzelne, achsel- oder endständige Büschel, Dolden, Trauben oder Zymen gebildet. Kronblätter können fehlen. Der Fruchtknoten ist meist oberständig, selten unterständig, frei und meist zwei-, selten ein- oder vierfächrig. Der Diskus gibt Nektar ab und ist frei oder am Blütenbecher angewachsen. Es werden zwei häufig bleibende Griffel gebildet, die dann an der Spitze der Frucht zu sehen sind. Die Früchte sind fleischige, ein- bis vierfächrige Steinfrüchte. Die Samen haben kein oder nur ein dünnes, fleischiges Nährgewebe. Die Pollen-Exine ist netzartig, faltig, durchlöchert oder gefurcht.
Die Chromosomenzahlen betragen 2n = 12, 20, 24 und 26.

## Verbreitung
Die Vertreter der Tribus wachsen im gesamten Verbreitungsgebiet der Kreuzdorngewächse mit Ausnahme des südlichen Südamerika.

## Systematik und Forschungsgeschichte
Rhamneae ist eine der elf Tribus der Familie der Kreuzdorngewächse (Rhamnaceae) mit Rhamnus als Typus-Gattung. Der Tribus werden 13 Gattungen zugeordnet:
- Auerodendron Urb.
- Berchemia Neck. ex DC.
- Berchemiella Nakai
- Condalia Cav.
- Dallachya F.Muell.
- Karwinskia Zucc.
- Krugiodendron Urb.
- Reynosia Griseb.
- Rhamnella Miq.
- Rhamnidium Reissek
- Kreuzdorn (Rhamnus L.)
- Sageretia Brongn.
- Scutia (Comm. ex DC.) Brongn.

Die Abgrenzung zwischen den Gattungen Reynosia, Rhamnidium, Auerodendron und Karwinskia ist nicht eindeutig, weitere Untersuchungen sind ausstehend.

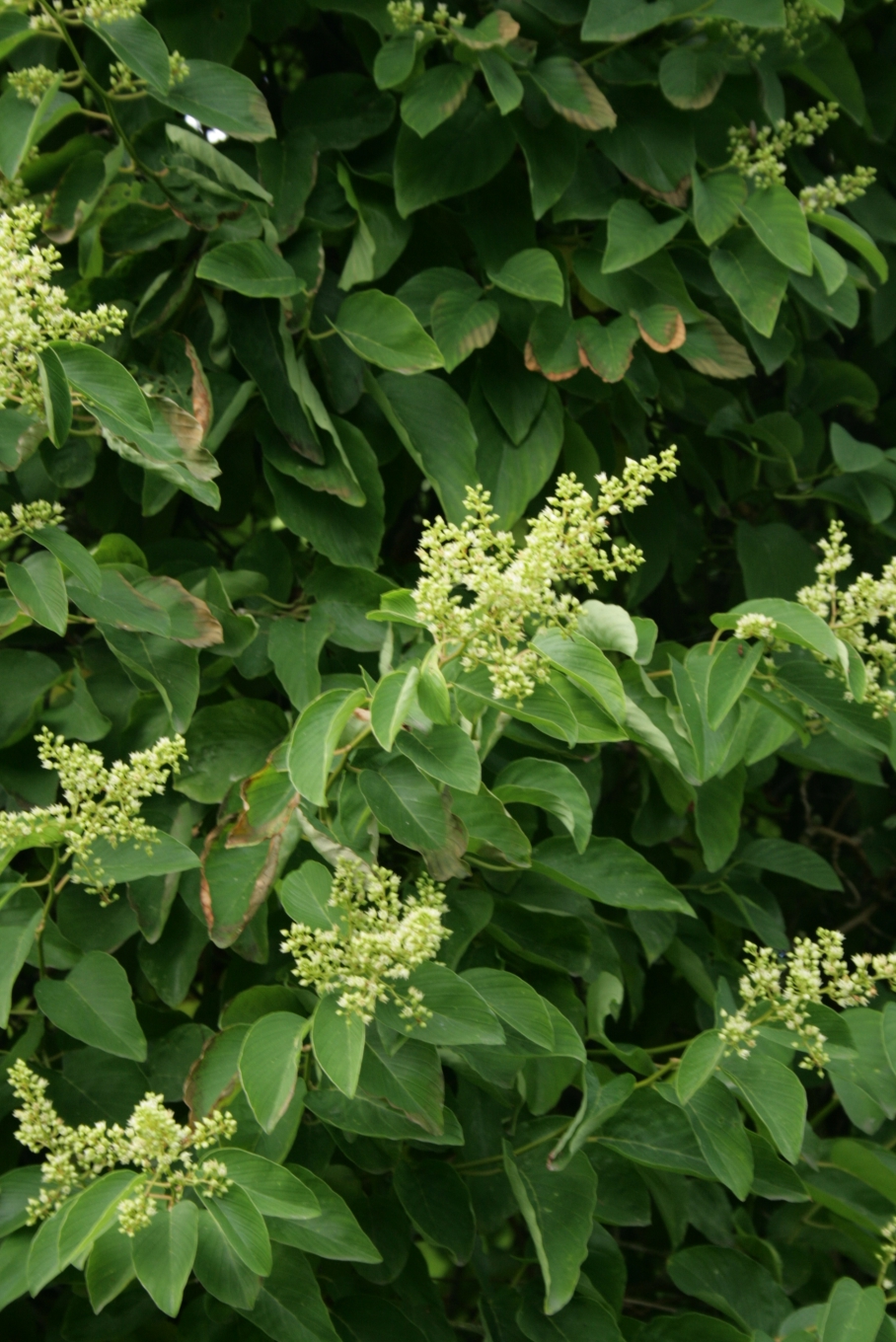
Blüten und Zweige von Berchemia racemosa
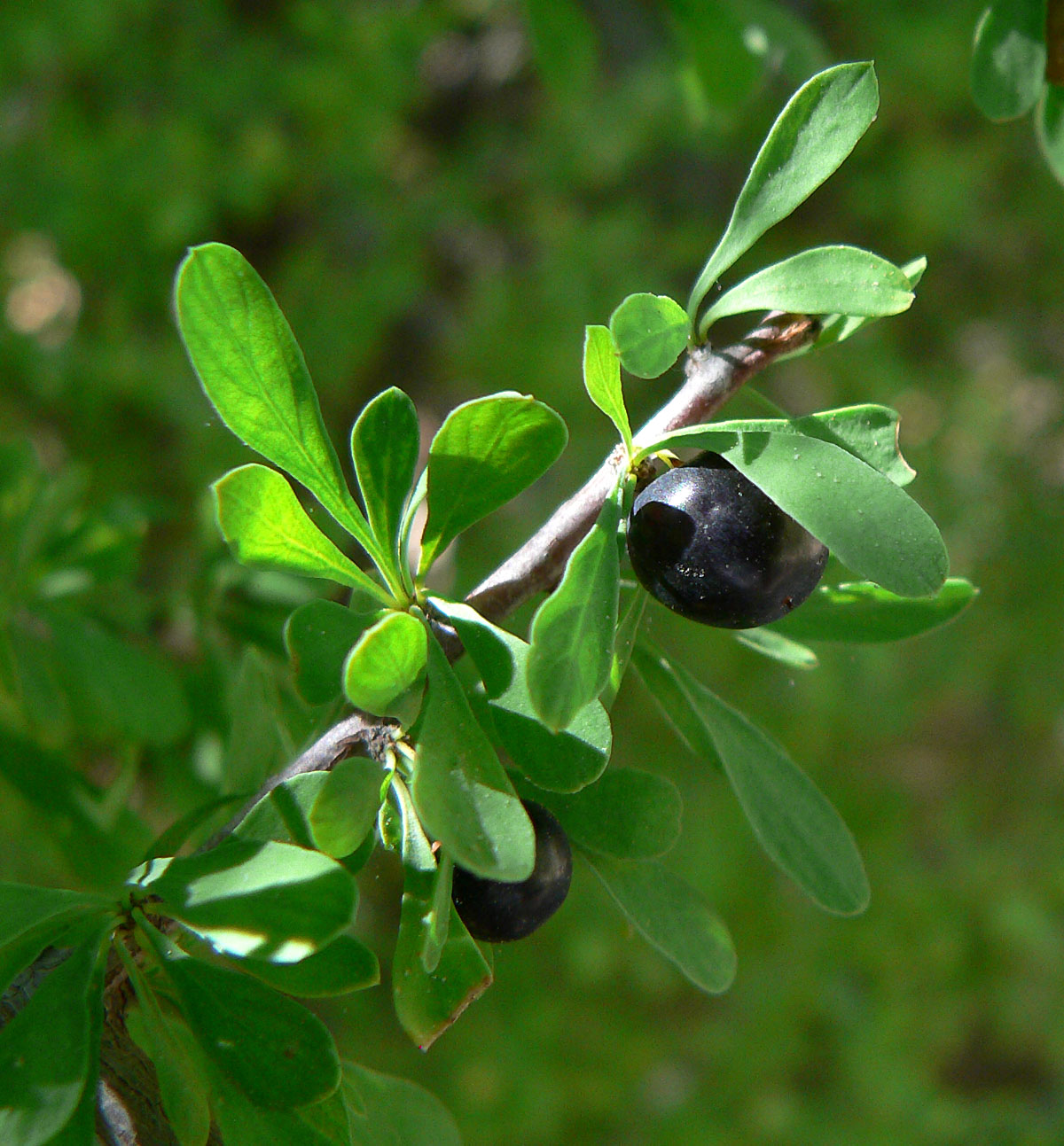
Zweige mit Früchten von Condalia globosa
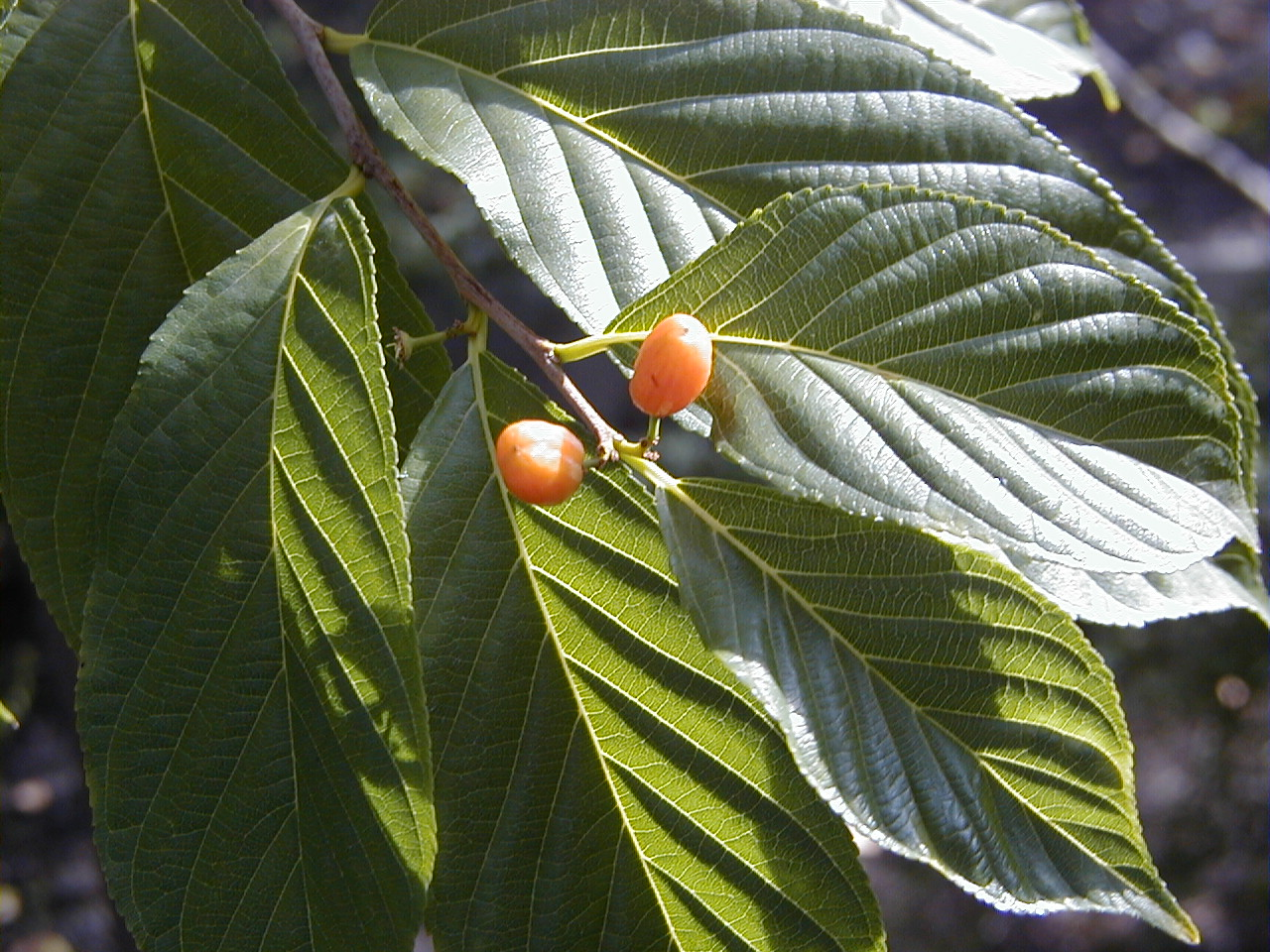
Zweige mit Früchten von Rhamnela franguloides
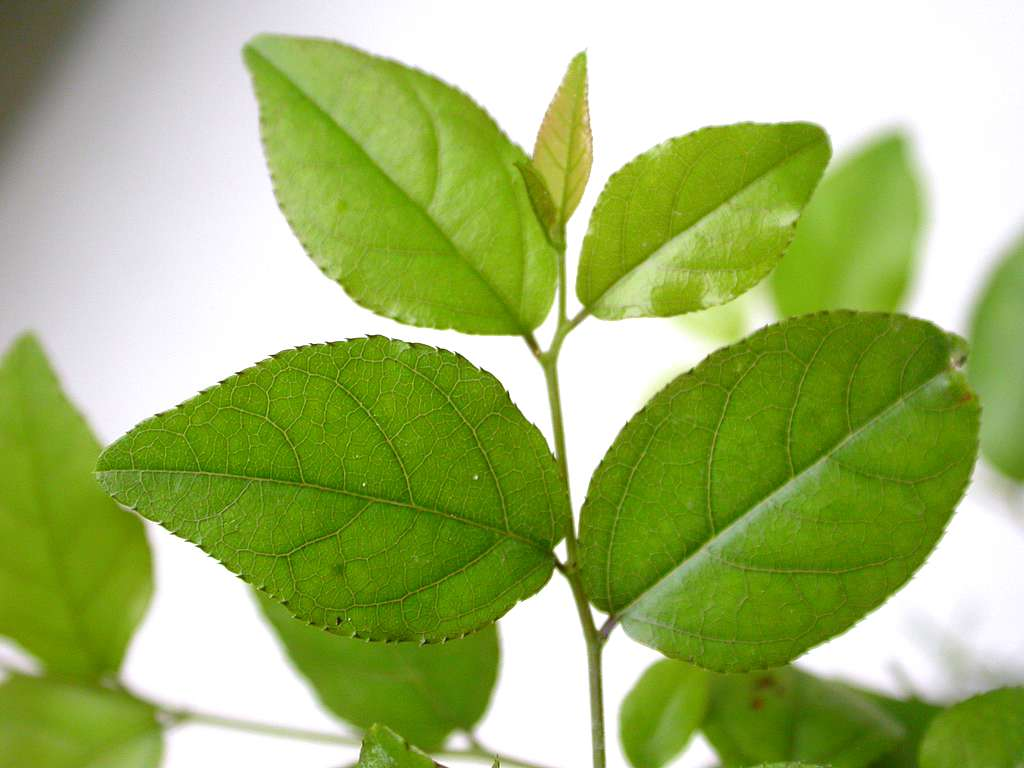
Zweig mit Blättern von Sageretia thea